# Campionato centroamericano e caraibico di calcio
Il Campionato centroamericano e caraibico di calcio (CCCF Championship) fu un torneo riservato alle nazionali di calcio del Centro America e dei Caraibi che si svolse tra il 1941 e il 1961, anno in cui la CCCF si unì con la NAFC per formare la CONCACAF. Questo torneo è stato quindi il precursore del Campionato CONCACAF (ribattezzato nel 1991 CONCACAF Gold Cup cambiando anche la formula) insieme al Campionato nordamericano di calcio.

## Albo d'oro
| Vittorie | Nazione     | Anno/i                                   |
| -------- | ----------- | ---------------------------------------- |
| 7        | Costa Rica  | 1941, 1946, 1948, 1953, 1955, 1960, 1961 |
| 1        | El Salvador | 1943                                     |
| 1        | Panama      | 1951                                     |
| 1        | Haiti       | 1957                                     |

## Edizioni
| Campionato centroamericano e caraibico di calcio | Campionato centroamericano e caraibico di calcio | Campionato centroamericano e caraibico di calcio | Campionato centroamericano e caraibico di calcio | Campionato centroamericano e caraibico di calcio | Campionato centroamericano e caraibico di calcio | Campionato centroamericano e caraibico di calcio |
| ------------------------------------------------ | ------------------------------------------------ | ------------------------------------------------ | ------------------------------------------------ | ------------------------------------------------ | ------------------------------------------------ | ------------------------------------------------ |
| Anno                                             | Paese ospitante                                  |                                                  | Classifica finale                                | Classifica finale                                | Classifica finale                                | Classifica finale                                |
| Anno                                             | Paese ospitante                                  | Campione                                         | 2º posto                                         | 3º posto                                         | 4º posto                                         |                                                  |
| 1941 Dettagli                                    | Costa Rica                                       | Costa Rica                                       | El Salvador                                      | Curaçao                                          | Panama                                           |                                                  |
| 1943 Dettagli                                    | El Salvador                                      | El Salvador                                      | Guatemala                                        | Costa Rica                                       | Nicaragua                                        |                                                  |
| 1946 Dettagli                                    | Costa Rica                                       | Costa Rica                                       | Guatemala                                        | Honduras                                         | El Salvador                                      |                                                  |
| 1948 Dettagli                                    | Guatemala                                        | Costa Rica                                       | Guatemala                                        | Panama                                           | Antille Olandesi                                 |                                                  |
| 1951 Dettagli                                    | Panama                                           | Panama                                           | Costa Rica                                       | Nicaragua                                        | N/D                                              |                                                  |
| 1953 Dettagli                                    | Costa Rica                                       | Costa Rica                                       | Honduras                                         | Guatemala                                        | Antille Olandesi                                 |                                                  |
| 1955 Dettagli                                    | Honduras                                         | Costa Rica                                       | Curaçao                                          | Honduras                                         | El Salvador                                      |                                                  |
| 1957 Dettagli                                    | Curaçao                                          | Haiti                                            | Curaçao                                          | Honduras                                         | Panama                                           |                                                  |
| 1960 Dettagli                                    | Cuba                                             | Costa Rica                                       | Antille Olandesi                                 | Honduras                                         | Guyana olandese                                  |                                                  |
| 1961 Dettagli                                    | Costa Rica                                       | Costa Rica                                       | El Salvador                                      | Honduras                                         | Haiti                                            |                                                  |

## Piazzamenti
| Squadra                  | 1º | 2º | 3º | 4º |
| Costa Rica               | 7  | 1  | 1  | 0  |
| El Salvador              | 1  | 2  | 0  | 2  |
| Panama                   | 1  | 0  | 1  | 2  |
| Haiti                    | 1  | 0  | 0  | 1  |
| Guatemala                | 0  | 3  | 1  | 0  |
| Antille Olandesi Curaçao | 0  | 3  | 1  | 2  |
| Honduras                 | 0  | 1  | 5  | 0  |
| Nicaragua                | 0  | 0  | 1  | 1  |
| Guyana olandese          | 0  | 0  | 0  | 1  |

## Nazioni ospitanti
| Edizioni | Nazione     | Anno/i                 |
| -------- | ----------- | ---------------------- |
| 4        | Costa Rica  | 1941, 1946, 1953, 1961 |
| 1        | El Salvador | 1943                   |
| 1        | Guatemala   | 1948                   |
| 1        | Panama      | 1951                   |
| 1        | Honduras    | 1955                   |
| 1        | Curaçao     | 1957                   |
| 1        | Cuba        | 1960                   |

## Partecipazioni e prestazioni nelle fasi finali
| Nazionale                | 1941 | 1943 | 1946 | 1948 | 1951 | 1953 | 1955 | 1957 | 1960 | 1961 | Partecip. | Vittorie |
| ------------------------ | ---- | ---- | ---- | ---- | ---- | ---- | ---- | ---- | ---- | ---- | --------- | -------- |
| Costa Rica               | 1°   | 3°   | 1°   | 1°   | 2°   | 1°   | 1°   | -    | 1°   | 1°   | 9         | 7        |
| El Salvador              | 2°   | 1°   | 3°   | 5°   | -    | 5°   | 4°   | -    | -    | 2°   | 7         | 1        |
| Panama                   | 4°   | -    | 5°   | 3°   | 1°   | 7°   | -    | 4°   | -    | 1T   | 7         | 1        |
| Haiti                    | -    | -    | -    | -    | -    | -    | -    | 1°   | -    | 4°   | 2         | 1        |
| Guatemala                | -    | 2°   | 2°   | 2°   | -    | 3°   | 6°   | -    | -    | 1T   | 6         | -        |
| Honduras                 | -    | -    | 4°   | -    | -    | 2°   | 3°   | 3°   | 3°   | 3°   | 6         | -        |
| Nicaragua                | 5°   | 4°   | 6°   | -    | 3°   | 6°   | -    | -    | -    | 1T   | 6         | -        |
| Antille Olandesi Curaçao | 3°   | -    | -    | 4°   | -    | 4°   | 2°   | 2°   | 2°   | 1T   | 7         | -        |
| Cuba                     | -    | -    | -    | -    | -    | -    | 7°   | 5°   | 5°   | 1T   | 4         | -        |
| Aruba                    | -    | -    | -    | -    | -    | -    | 5°   | -    | -    | -    | 1         | -        |
| Guyana olandese          | -    | -    | -    | -    | -    | -    | -    | -    | 4°   | -    | 1         | -        |
| Squadre partecipanti     | 5    | 4    | 6    | 5    | 3    | 7    | 7    | 5    | 5    | 9    | Edizioni  | 10       |

Legenda: 1° = Primo classificato, 2° = Secondo classificato, 3° = Terzo classificato, 4° = Quarto classificato, 5° = Quinto classificato, 6° = Sesto classificato, 7° = Settimo classificato, 1T = Eliminato al primo turno

## Esordienti
| Anno | Paese ospitante | Nazionali esordienti                                |
| 1941 | Costa Rica      | Costa Rica, Curaçao, El Salvador, Nicaragua, Panama |
| 1943 | El Salvador     | Guatemala                                           |
| 1946 | Costa Rica      | Honduras                                            |
| 1948 | Guatemala       | Antille Olandesi                                    |
| 1951 | Panama          | Nessuna squadra esordiente                          |
| 1953 | Costa Rica      | Nessuna squadra esordiente                          |
| 1955 | Honduras        | Aruba, Cuba                                         |
| 1957 | Curaçao         | Haiti                                               |
| 1960 | Cuba            | Guyana olandese                                     |
| 1961 | Costa Rica      | Nessuna squadra esordiente                          |